# Lac de Vico
Le lac de Vico (en italien : lago di Vico) est un lac d'origine volcanique et se situe dans le Nord de la région du Latium, au centre de l'Italie, à 50 km environ au nord de Rome.

## Géographie
Le lac de Vico se trouve à une altitude de 510 m. Il est entouré d'un massif montagneux les monts Cimini en particulier les monts Fogliano (965 m) et Venere (851 m), qui se sont formés il y a 1,2 million d'années (Pliocène supérieur) jusqu'à  95 000 ans (Pléistocène).
Avant la construction d'un tunnel par les Étrusques, le lac était beaucoup plus profond qu'actuellement et le mont Venere en constituait une île.
Le lac de Vico fait partie de la Réserve naturelle du lac de Vico (it).

## Légende
Selon la légende l'origine du lac provient d'un défi qu'Hercule a lancé aux habitants des lieux :  Hercule planta sa massue dans le terrain et personne n'avait réussi à l'enlever. Quand Hercule enleva la massue, un énorme jet d'eau surgit de la faille et alla remplir la vallée formant ainsi le lac.
Le lac est également cité dans le chant VII de l’Énéide, l'épopée du poète latin Virgile : « Et Cimini, cum Monte, Lacum, Lucosque Capenos ».

## Communes limitrophes
- Ronciglione
- Caprarola (et sa villa Farnèse)
- Viterbe
- Vetralla